# Monuments nationaux de Trebinje
Cet article recense les monuments nationaux situés sur le territoire de la ville de Trebinje en Bosnie-Herzégovine et dans la république serbe de Bosnie. La liste établie par la Commission pour la protection des monuments nationaux compte 29 monuments nationaux inscrits sur la liste principale et 59 monuments inscrits sur une liste provisoire.

## Monuments nationaux
| Monument                                                         | Ville ou village | Géolocalisation | Datation                                  | Commentaire éventuel                                                                       | Photo |
| ---------------------------------------------------------------- | ---------------- | --------------- | ----------------------------------------- | ------------------------------------------------------------------------------------------ | ----- |
| Pont Arslanagić                                                  | Arslanagića Most |                 | XVIe siècle                               | Pont sur la rivière Trebišnjica ; construit grâce à une dotation de Mehmed Pacha Sokolović |       |
| Église Saint-Michel d'Aranđelovo                                 | Aranđelovo       |                 | Moyen Âge                                 | Avec le cimetière orthodoxe et ses stećci                                                  |       |
| Église des Saints-Archanges de Veličani                          | Veličani         |                 | Moyen Âge ; rénovation au XIXe siècle     | Avec la nécropole                                                                          |       |
| Église Saint-Georges de Gomiljani                                | Gomiljani        |                 | Fin du XVe siècle                         |                                                                                            |       |
| Église Saint-Élie de Mesari                                      | Mesari           |                 | Préhistoire ; 1897                        | Avec un tumulus préhistorique et une nécropole abritant des stećci                         |       |
| Église Saint-Clément de Mostaći                                  | Trebinje-Mostaći |                 | Début du XVIIe siècle                     |                                                                                            |       |
| Église de la Sainte-Semaine de Taleža                            | Taleža           |                 | ?                                         | Avec sa nécropole et ses stećci et les vestiges d'un village préhistorique                 |       |
| Église Sainte-Barbe de Strujići                                  | Strujići         |                 | Reconstruite en 1883                      | Avec la nécropole abritant des stećci                                                      |       |
| Église de la Sainte-Parascève de Mostaći avec le vieux pont      | Trebinje-Mostaći |                 | XVe-XVIe siècles (?)                      |                                                                                            |       |
| Église de l'Assomption de Lug                                    | Lug              |                 | XVe-XVIe siècles                          | Avec la nécropole et ses stećci                                                            |       |
| Églises Saint-Pierre et Saint-Paul de Čičevo avec leur nécropole | Čičevo           |                 | Moyen Âge                                 | Avec leur nécropole ; site archéologique et ruines                                         |       |
| Mosquée de Mujo Kotezlija à Kotezi                               | Kotezi           |                 | ?                                         |                                                                                            |       |
| Forteresse de Varina gruda                                       | Dživar           |                 | Moyen Âge                                 | Site archéologique                                                                         |       |
| Tour-résidence Hadžiahmetović et résidences à Mostaći            | Trebinje-Mostaći |                 | Fin du XVIIIe siècle                      |                                                                                            |       |
| Cathédrale de la Nativité-de-Marie de Trebinje                   | Trebinje         |                 | Années 1880                               | Église catholique                                                                          |       |
| Site archéologique de Kličanj                                    | Krajkovići       |                 | Préhistoire, Moyen Âge                    |                                                                                            |       |
| Fortification préhistorique de Brijeg                            | Trebinje-Mostaći |                 | Préhistoire                               | Site archéologique                                                                         |       |
| Tumuli préhistoriques de Mosko                                   | Mosko            |                 | Préhistoire                               | Site archéologique                                                                         |       |
| Église Saint-Constantin-et-Sainte-Hélène de Gomiljani            | Gomiljani        |                 | XVe siècle ?                              | Avec sa nécropole et des stećci                                                            |       |
| Église de la Nativité-de-la-Mère-de-Dieu de Dračevo              | Dračevo          |                 | XIVe ou XVe siècle ; reconstruite en 1892 | Avec des tombes anciennes                                                                  |       |
| Église Saint-Clément de Dražin Do                                | Dražin Do        |                 | Fin du XVIe siècle-début du XVIIe siècle  |                                                                                            |       |
| Église Saint-Nicolas de Domaševo                                 | Domaševo         |                 | Première moitié du XVe siècle             | Avec des tombes anciennes                                                                  |       |
| Église de la Dormition-de-la-Mère-de-Dieu de Drijenjani          | Drijenjani       |                 | XVe-XVIIe siècles                         | Avec la nécropole et ses stećci                                                            |       |
| Église Saint-Côme-et-Saint-Damien de Gomiljani                   | Gomiljani        |                 | Préhistoire ; XVe siècle                  | Avec un tumulus préhistorique                                                              |       |
| Maison Resulbegović                                              | Trebinje         |                 | Vers 1725                                 |                                                                                            |       |
| Tour Spahović et résidences à Bihovo                             | Bihovo           |                 | XVIIe siècle ?                            |                                                                                            |       |
| Forteresse de Mičevac                                            |                  |                 | Moyen Âge                                 |                                                                                            |       |
| Forteresse de Klobuk                                             | Klobuk           |                 | Moyen Âge                                 |                                                                                            |       |
| Six tumulus préhistoriques à Gomiljani                           | Gomiljani        |                 | Préhistoire                               |                                                                                            |       |

## Liste provisoire
| Monument                                                                    | Ville ou village         | Géolocalisation | Datation                       | Commentaire éventuel                                  | Photo |
| --------------------------------------------------------------------------- | ------------------------ | --------------- | ------------------------------ | ----------------------------------------------------- | ----- |
| Église Saint-Pantaléon d'Aleksina Meda                                      | Aleksina Meda            |                 |                                | Avec la vieille école                                 |       |
| Église Saint-Pierre-et-Saint-Paul de Bare                                   | Bare                     |                 |                                |                                                       |       |
| Église de la Sainte-Parascève de Bihovo                                     | Bihovo                   |                 |                                |                                                       |       |
| Monastère Saint-Georges de Brvenik                                          | Brvenik-Zupci            |                 |                                |                                                       |       |
| Mosquée impériale de Trebinje                                               | Trebinje                 |                 | Seconde moitié du XVIIe siècle |                                                       |       |
| Cathédrale de la Transfiguration de Trebinje                                | Trebinje                 |                 |                                | Église orthodoxe serbe                                |       |
| Site préhistorique de Dobromani                                             | Dobromani                |                 |                                |                                                       |       |
| Ruines de l'église Saint-Pierre de Domaševo                                 | Domaševo-Ljubomir        |                 |                                |                                                       |       |
| Ruines de l'église Saint-Georges de Domaševo                                | Domaševo-Ljubomir        |                 |                                |                                                       |       |
| Nécropole de Musići                                                         | Domaševo                 |                 | Moyen Âge                      | Nécropole de l'église Saint-Georges ; avec des stećci |       |
| Bâtiment de l'école de Donje Vrbno                                          | Donje Vrbno              |                 |                                |                                                       |       |
| Église Saint-Jean de Donje Vrbno                                            | Donje Vrbno              |                 |                                |                                                       |       |
| Église Saint-Étienne de Donji Turani                                        | Donji Turani             |                 |                                |                                                       |       |
| Site préhistorique de Gradac                                                | Dražin Do                |                 |                                |                                                       |       |
| Église Saint-Georges de Dubljani (Église de la Nativité-de-la-Mère-de-Dieu) | Dubljani                 |                 |                                |                                                       |       |
| Église de l'Ascension de Dubočani                                           | Dubočani                 |                 |                                |                                                       |       |
| Mosquée d'Osman-pacha Resulbegović                                          | Trebinje                 |                 |                                | XVIIe siècle                                          |       |
| Nécropole de Crnac                                                          | Čićevo                   |                 |                                | Avec des stećci                                       |       |
| Église Saint-Basile-d'Ostrog de Gornje Vrbno                                | Gornje Vrbno             |                 |                                |                                                       |       |
| Nécropole de Crkvina                                                        | Gornje Vrbno             |                 |                                |                                                       |       |
| Église de la Sainte-Parascève de Grab                                       | Grab-Zupci               |                 |                                |                                                       |       |
| Église de la Nativité-de-la-Mère-de-Dieu de Hum                             | Hum                      |                 |                                |                                                       |       |
| Nécropole de Hum                                                            | Hum                      |                 | Moyen Âge                      | Avec des stećci                                       |       |
| Forteresse préhistorique de Hum (Velika i mala)                             | Hum                      |                 |                                |                                                       |       |
| Église Saint-Élie de Jasen                                                  | Jasen                    |                 |                                |                                                       |       |
| Chapelle Saint-Dimitri de Klobuk                                            | Klobuk                   |                 |                                |                                                       |       |
| Église de l'Ascension de Konjsko                                            | Konjsko-Zupci            |                 |                                |                                                       |       |
| Site de Kremeni Do                                                          | Kremeni Do               |                 | Préhistoire, Moyen Âge         | Tombes ; église et nécropole de Crkvina               |       |
| Forteresse préhistorique de Ljubomir                                        | Ljubomir-Ukšić           |                 |                                |                                                       |       |
| Monastère de Tvrdoš                                                         | Tvrdoš                   |                 | XVe siècle                     | Monastère orthodoxe serbe                             |       |
| Moulin à Budoši                                                             | Budoši                   |                 |                                |                                                       |       |
| Moulin à Ždrijelovići                                                       | Ždrijelovići             |                 |                                |                                                       |       |
| Église du Linceul-de-la-Mère-de-Dieu de Mosko                               | Mosko-Ljubomir           |                 |                                |                                                       |       |
| Église Saint-Nicolas de Mrkonjići                                           | Mrkonjići (Popovo Polje) |                 |                                |                                                       |       |
| Église de la Dormition-de-la-Mère-de-Dieu de Necvijeće                      | Necvijeće                |                 |                                |                                                       |       |
| Nécropole de Žakovo 1                                                       | Žakovo                   |                 | Moyen Âge                      | Avec des stećci                                       |       |
| Nécropole de Žakovo 2                                                       | Žakovo                   |                 | Moyen Âge                      | Avec des stećci                                       |       |
| Église Saint-Jean d'Orahovac                                                | Orahovac                 |                 |                                |                                                       |       |
| Église Saint-Constantin-et-Sainte-Hélène de Pridvorci                       | Pridvorci                |                 |                                |                                                       |       |
| Forteresse préhistorique de Pridvorci                                       | Pridvorci                |                 |                                | Avec des tumuli                                       |       |
| Église Saint-Georges de Gorica                                              | Prljača u Gorici         |                 |                                |                                                       |       |
| Nécropole de Staro Slano 1                                                  | Staro Slano              |                 | Moyen Âge                      | Avec des stećci                                       |       |
| Tumuli préhistoriques de Strujići                                           | Strujići                 |                 |                                |                                                       |       |
| Centre ancien de Trebinje                                                   | Trebinje                 |                 |                                |                                                       |       |
| Lycée de Trebinje                                                           | Trebinje                 |                 |                                |                                                       |       |
| Église de la Dormition-de-la-Mère-de-Dieu de Turmenti                       | Turmenti-Zupci           |                 |                                |                                                       |       |
| Église Saint-Michel d'Ugarci                                                | Ugarci                   |                 |                                |                                                       |       |
| Nécropole de Ljeskova glavica                                               | Ugarci-Sušici            |                 | Moyen Âge                      | Avec des stećci                                       |       |
| Site de Sušici                                                              | Ugarci-Sušici            |                 | Préhistoire ; Moyen Âge        | Avec un tumulus et des stećci                         |       |
| Uvjeća (Uviječa)                                                            | Uvjeća                   |                 |                                | Ethno-village                                         |       |
| Villa Lastva                                                                | ?                        |                 |                                |                                                       |       |
| Église de la Sainte-Trinité de Volujac                                      | Volujac                  |                 |                                |                                                       |       |
| Église Saint-Joachim-et-Sainte-Anne de Vrpolje                              | Vrpolje                  |                 |                                |                                                       |       |
| Nécropole de Vrpolje                                                        | Vrpolje                  |                 | Moyen Âge                      | Avec des stećci                                       |       |
| Pont romain de Vučija                                                       | Vučija                   |                 |                                | Sur la rivière Sušica                                 |       |
| Église Saint-Jean de Žakovo                                                 | Žakovo                   |                 |                                |                                                       |       |
| Église Saint-Étienne de Žakovo                                              | Žakovo                   |                 |                                |                                                       |       |
| Église Saint-André de Zgonjevo                                              | Zgonjevo-Poljice         |                 |                                |                                                       |       |
| Ruines de l'église Saint-Ignace de Zudojevići                               | Zudojevići               |                 |                                |                                                       |       |